# Iupet
Iupet war „Hohepriester des Amun“  von Theben während der 22. Dynastie (Dritte Zwischenzeit) um 944 – 924 v. Chr. Er war ein Sohn von Scheschonq I. Seine weiteren Titel waren General, Armeeführer und späteren Zeugnissen zufolge Vorsteher Oberägyptens.
Erstmals wird Iupet im Jahr 10 in den Bandagen der Mumie des „Djedpathiufanch“ genannt. Im 21. Regierungsjahr erwähnt ihn die große Stele in Silsila und in Karnak finden sich Reliefdarstellungen des Hohepriesters. Sein Kenotaph wurde in Abydos entdeckt.